# Сукала, Стэн
Стэнли «Стэн» Сукала (англ. Stanley "Stan" Szukala; 12 июня 1918, Чикаго, штат Иллинойс, США — 30 августа 2003, Чикаго, штат Иллинойс, США) — американский профессиональный баскетболист, завершивший карьеру. Чемпион НБЛ в сезоне 1946/1947 годов.

## Ранние годы
Стэн Сукала родился 12 июня 1918 года в городе Чикаго, (штат Иллинойс), учился там же в средней школе имени Карла Шурца, в которой играл за местную баскетбольную команду.

## Студенческая карьера
В 1940 году окончил Университет Де Поля, где в течение трёх лет играл за команду «Де Поль Блю Демонс», в которой провёл успешную карьеру. При Сукале «Блю Демонс» ни разу не выигрывали ни регулярный чемпионат, ни турнир конференции Independent, а также ни разу не выходили в плей-офф студенческого чемпионата США. На протяжении всей своей студенческой карьеры Стэн Сукала вместе со своим партнёром Бобби Неу были лидерами «Блю Демонс», после завершения которой были введены в спортивный зал славы университета Де Поля, но, будучи всегда в числе соискателей награды, они так ни разу и не включались во всеамериканскую сборную NCAA.

## Профессиональная карьера
Играл на позиции атакующего защитника. В 1940 году Стэн Сукала заключил соглашение с командой «Чикаго Брюинз», выступавшей в Национальной баскетбольной лиге (НБЛ). Позже выступал за команды «Чикаго Американ Гиэрс» (НБЛ) и «Гранд-Рапидс Рейнджерс» (ПБЛА). Всего в НБЛ провёл 4 сезона, а в ПБЛА — 1 сезон. В сезоне 1946/1947 годов Сукала, будучи одноклубником Бобби Макдермотта, Джорджа Майкена, Боба Кэлихана и Стэна Патрика, выиграл чемпионский титул в составе «Чикаго Американ Гиэрс». Всего за карьеру в НБЛ Стэн сыграл 87 игр, в которых набрал 362 очка (в среднем 4,2 за игру). Помимо этого Сукала в составе «Брюинз» и «Гиэрс» четыре раза участвовал во Всемирном профессиональном баскетбольном турнире, став его бронзовым призёром в 1946 году.

## Смерть
Во время Второй мировой войны ему пришлось на три года прервать свои спортивные выступления (1942—1945). Стэн Сукала умер 30 августа 2003 года на 86-м году жизни в городе Чикаго (штат Иллинойс).